# Denguefeber
Denguefeber (eller bara dengue) är en myggburen infektion som orsakas av dengueviruset och är utbredd i tropiska och subtropiska områden. I många fall är infektionen asymptomatisk men om symptom uppstår börjar de ofta 3 till 14 dagar efter smittillfället. Exempel på symptom är feber, huvudvärk, mässlingsliknande hudutslag, muskelvärk och ledvärk, och smärtan kan vara mycket stor. Ibland utvecklas denguefeber till en av två livshotande varianter: blödarfeber med blödningar på grund av läckande blodkärl och låga nivåer av blodplättar (trombocyter), eller cirkulatorisk chock med farligt lågt blodtryck.
Denguefeber överförs av flera arter av stickmyggor inom släktet Aedes, främst A. aegypti. Viruset förekommer i fem varianter; infektion av en typ ger vanligen livslång immunitet mot den typen, men bara kort tids immunitet mot de andra. En efterföljande infektion med en annan typ ökar risken för allvarliga komplikationer. Förebyggande åtgärder mot sjukdomen är kan vara genom att reducera myggornas habitat, antal och begränsa exponeringen för myggstick. Det finns också vaccin mot denguefeber.
När en person har fått denguefeber kan denna i allmänhet tillfriskna bara genom att dricka tillräckligt mycket vätska, förutsatt att sjukdomen är lindrig eller måttlig. Om personen drabbats mer allvarligt kan intravenös tillförsel av vätska behövas (vätska som ges direkt in i en ven, med hjälp av nål och slangar), eller blodtransfusioner.
Sedan 1960-talet har allt fler personer fått denguefeber. Sjukdomen har kommit att bli ett världsomfattande problem sedan andra världskriget. Sjukdomen är vanlig i fler än 110 länder. Varje år får omkring 50–100 miljoner människor denguefeber, varav ungefär 500 000 utvecklar allvarliga symptom och av dem dör cirka 12 500–25 000 personer. Dödligheten har minskat kraftigt sedan 1990-talet.
De första beskrivningarna av denguefeber härstammar från år 1779. Under tidigt 1900-tal upptäckte forskare att sjukdomen orsakas av dengueviruset och att det sprids via stickmyggor.

## Tecken och symptom

Bilden visar symptomen vid denguefeber.

Cirka 80 % av de som infekteras med denguevirus visar inga symptom, eller bara lindriga symptom (som vanlig feber). Cirka 5 % av de som infekteras blir mer allvarligt sjuka. Hos några av dessa är sjukdomen livshotande. Symptomen uppträder efter omkring 3 till 14 dagar efter att en person exponerats för dengueviruset. Oftast uppträder symptomen efter 4 till 7 dagar. Om en person återvänder från ett område där dengue är vanligt och får feber eller andra symptom senare än 14 dagar efter återkomsten, så har personen förmodligen inte dengue.
Denguefeber hos barn ger ofta samma symptom som vid vanlig förkylning eller magsjuka, till exempel kräkningar och diarré. Barn löper emellertid större risk att råka ut för allvarliga problem i samband med denguefeber.

### Sjukdomsförlopp
De klassiska symptomen vid denguefeber är plötslig feber, huvudvärk (ofta bakom ögonen), utslag och muskel- och ledvärk. Sjukdomens öknamn "benbrytarfeber" beskriver hur svår smärtan kan vara. Denguefebern uppträder i tre stadier: feberstadium, kritiskt stadium och tillfrisknande. Under feberstadiet ses symptom såsom hög feber, huvudvärk och utslag. Det kritiska stadiet kännetecknas av vaskulärt läckage, blödningar, nedsatt leverfunktion och andra allvarliga konsekvenser. 
Feberstadiet innebär hög feber, som ofta överstiger 40 grader Celsius, och förknippas med allmän värk och huvudvärk. Feberstadiet varar i allmänhet i två till sju dagar. Illamående och kräkningar kan också förekomma. I detta stadium får omkring 50–80 % av personerna med symptom hudutslag. Första eller andra dagen kan utslagen se rödflammiga ut på huden. Senare under sjukdomsförloppet (4 till 7 dagar) kan utslagen se ut som mässling. Små röda fläckar (petekier) kan framträda på huden. De här fläckarna försvinner inte då man trycker på huden. Dessa röda fläckar orsakas av brustna kapillärer.  Den drabbade kan också blöda lätt från slemhinnorna i munnen och i näsan. Själva febern brukar gå ner för att sedan återkomma under en dag eller två. Detta mönster ser emellertid olika ut hos olika personer.
Hos vissa personer går sjukdomen in i en kritisk fas efter att den höga febern försvunnit. Den kritiska fasen varar vanligtvis i en till två dagar. Under denna fas kan vätska ansamlas i bröstet och i buken. Detta beror på att små blodkärl läcker. Vätskan ansamlas och cirkulerar inte längre i kroppen. Detta innebär att de vitala (viktigaste) organen inte får lika mycket blod som vanligt. På grund av detta fungerar organen inte normalt. Den drabbade personen kan också ha en allvarlig blödning (oftast i mag-tarmkanalen).
Färre än 5 % av de som fått dengue råkar ut för cirkulationssvikt, denguechocksyndrom eller hemorragisk denguefeber. Om personen har haft en annan typ av dengue tidigare ("sekundärinfektion"), har denna större risk att drabbas av dessa allvarliga problem.
Under tillfrisknandet återupptas vätskan som läckt ut från blodkärlen in i blodomloppet. Tillfrisknandet varar normalt i två till tre dagar. Personen mår ofta mycket bättre under detta stadium. Svår klåda och långsam hjärtfrekvens kan emellertid förekomma. Under detta stadium kan personen råka ut för vätskeöverbelastning (då för mycket vätska återupptas). Om detta drabbar hjärnan kan det orsaka konvulsioner eller ett förändrat medvetandetillstånd (då personens tankar, medvetenhet och beteende kan vara annorlunda än normalt).

### Problem i samband med dengue
Ibland kan dengue påverka andra kroppsfunktioner, antingen enskilt eller i kombination med de typiska denguesymptomen. En sänkt medvetandenivå uppträder i 0,5–6 % av de allvarliga fallen. Detta kan inträffa då dengueviruset orsakar en infektion i hjärnan. Det kan också inträffa då vitala organ, som levern, inte fungerar som de ska.
Andra neurologiska störningar eller sjukdomar har rapporterats hos personer med denguefeber. Till exempel kan dengue orsaka transversell myelit och Guillain-Barrés syndrom. Enstaka fall av infektion i hjärtat och akut leversvikt har också förekommit.

## Orsak

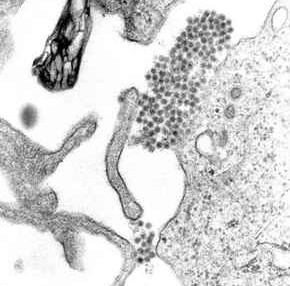
En starkt förstorad bild som visar dengueviruset (ansamlingen av mörka prickar nära mitten)

Denguefeber orsakas av dengueviruset som hör till familjen Flaviviridae och till släktet Flavivirus. Det finns andra virus i samma familj som och också orsakar sjukdomar hos människor; till exempel gula febern-virus, West Nile-viruset, St Louis-encefalitvirus, japanskt encefalitvirus, kvalsterburna encefalitvirus, ”Kyasanur forest disease”-viruset och Omsk-hemorragiskt febervirus. De flesta av dessa virus sprids via stickmyggor eller via kvalster.

### Överföring

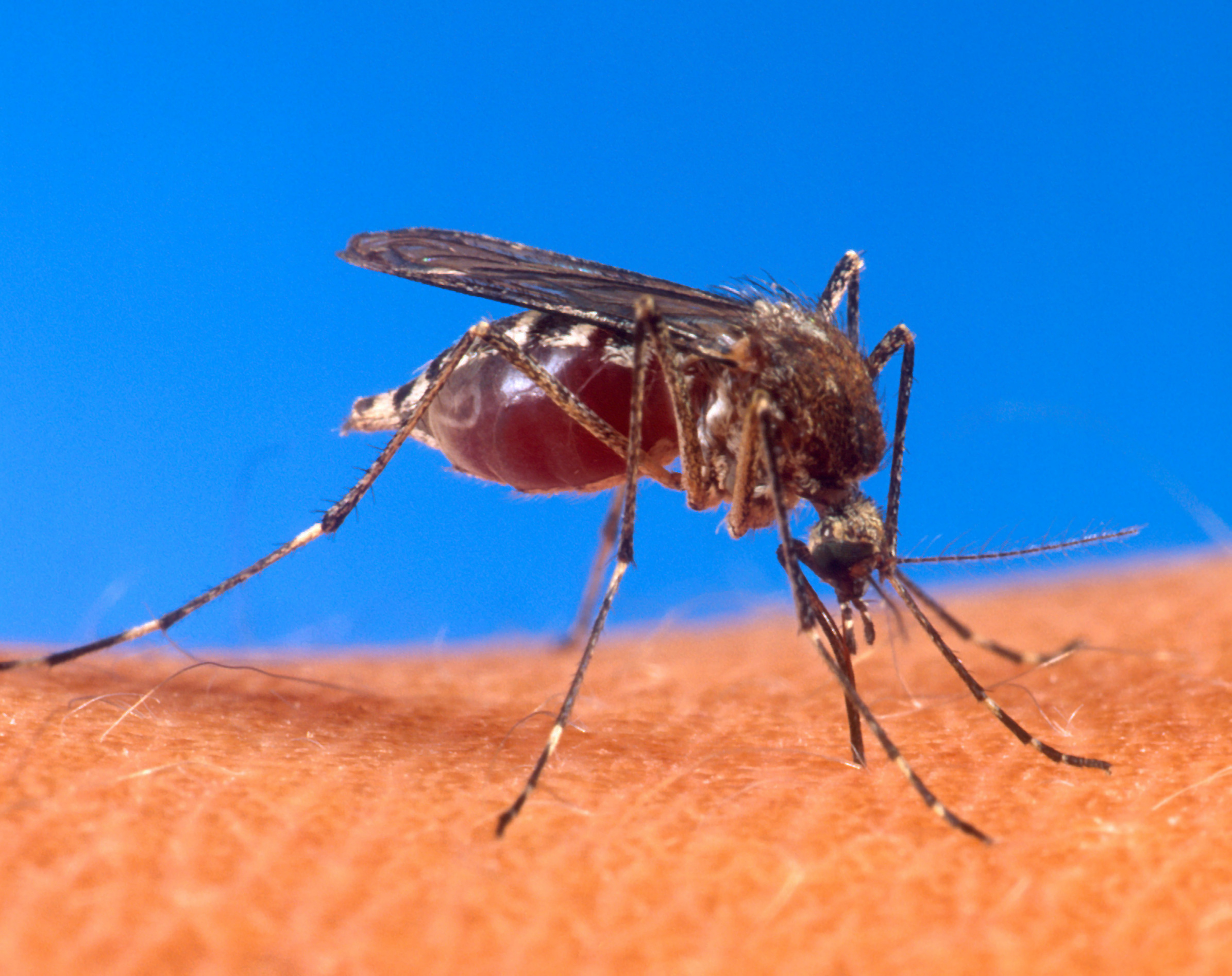
Stickmyggan Aedes aegypti som suger blod från en människa

Dengueviruset överförs mest via stickmyggorna Aedes, i synnerhet via typen Aedes aegypti. Dessa stickmyggor finns i allmänhet mellan latituderna 35° nord och 35° syd, på en höjd under 1 000 meter. De sticker oftast dagtid. Ett enda stick kan infektera en person. Även myggorna Aedes albopictus kan sprida viruset.
Dengue kan också överföras från människa till mygga. Om en stickmygga sticker en infekterad person kan stickmyggan få denguevirus. Till en början finns viruset i cellerna som kantar stickmyggans mag-tarmkanal. Ungefär 8 till 10 dagar senare sprider sig viruset till stickmyggans spottkörtlar, som producerar saliv. När sedan stickmyggan sticker en människa går dess infekterade saliv in i människan, som därmed kan bli infekterad. Viruset tycks inte orsaka några problem för de infekterade stickmyggorna, som förblir infekterade livet ut. Stickmyggan Aedes aegypti är den som oftast sprider dengue. Den trivs nära människor och sticker hellre människor än djur. Den lägger också gärna sina ägg i tillverkade vattenbehållare.
Dengue kan spridas via infekterade blodprodukter och via organdonationer. Om en person med dengue donerar blod eller ett organ, som därefter ges till en annan person, kan den personen få dengue via det donerade blodet eller det donerade organet. I vissa länder, som i Singapore, är dengue vanligt. I dessa länder sprider mellan 1,6 och 6 av 10 000 blodtransfusioner dengue. Dengueviruset kan också överföras från mor till barn under graviditeten eller under födseln. Dengue sprids i allmänhet inte på andra sätt.

### Risker
Spädbarn och småbarn med denguefeber är mer benägna än vuxna att bli allvarligt sjuka, särskilt om de är friska och välnärda. (Detta skiljer sig från många andra infektioner, som vanligtvis är värre hos barn som är undernärda.) Kvinnor är mer benägna att bli allvarligt sjuka än män. Dengue kan vara livshotande hos personer med kroniska sjukdomar, som diabetes och astma. 

## Mekanism
När en stickmygga sticker en människa, tränger dess saliv in i personens hud. Om stickmyggan har dengue, har den viruset i sin saliv. Det innebär att när stickmyggan biter en människa tränger viruset in i personens hud tillsammans med stickmyggans saliv. Viruset fäster på och tränger in i personens vita blodkroppar. (De vita blodkropparna ska hjälpa till att försvara kroppen genom att bekämpa hot, som till exempel infektioner.) Medan de vita blodkropparna rör sig runt i kroppen, reproduceras viruset (eller tillverkar mer av sig själv). De vita blodkropparna reagerar genom att tillverka många signalproteiner(så kallade cytokiner) såsom interleukiner, interferoner och tumörnekrosfaktorer. Dessa proteiner orsakar den feber, de influensaliknande symptom och de svåra smärtor som uppstår vid dengue. 
Om en person har en svår (allvarlig) infektion, reproduceras viruset mycket snabbare i kroppen. Eftersom det finns mycket mer av viruset, kan det påverka många fler organ (som levern och benmärgen). Vätska från blodet läcker genom väggarna i små blodkärl i kroppshålorna. På grund av detta cirkulerar (eller rör sig runt i kroppen) mindre blod i blodkärlen. Personens blodtryck blir så lågt att hjärtat inte kan leverera tillräckligt med blod till de vitala (viktigaste) organen. Dessutom kan inte benmärgen producera tillräckligt med blodplättar, som behövs för blodet att levra sig på rätt sätt. Om det inte finns tillräckligt med blodplättar är det mycket mer sannolikt att personen får problem med blödningar. Blödning är en stor komplikation vid dengue (ett av de allvarligaste problemen sjukdomen kan orsaka). 

## Diagnos

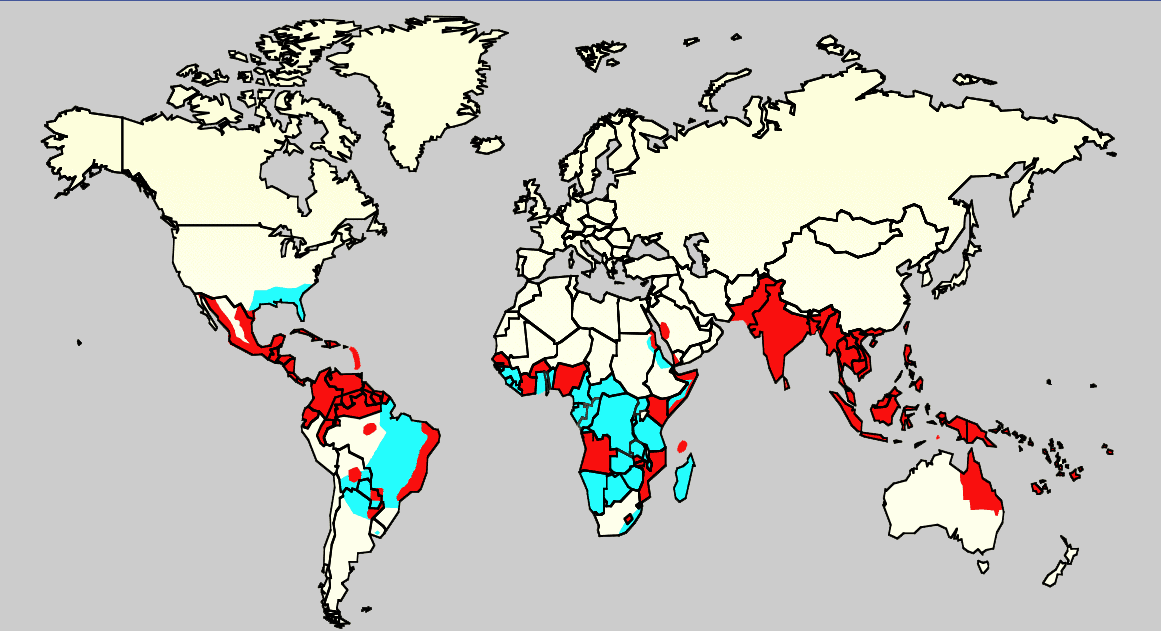
Dengue i världen, 2006.
Epidemisk dengue
Aedes aegypti

Vanligtvis diagnostiserar sjukvårdspersonal denguefeber genom att se vilka symptom den smittade personen uppvisar. I områden där denguefeber är känd för att vara vanlig kan sjukvårdspersonalen sannolikt ge rätt diagnos. Men när det när sig om denguefeber på ett tidigt stadium är det svårt att se skillnad mellan denna sjukdom och andra virala infektioner. En person har förmodligen denguefeber om hon/han har feber och två av dessa symtom: illamående och kräkningar, utslag, allmänna smärtor (smärta över hela kroppen), en lågt antal vita blodkroppar, eller ett positivt tourniquet-test. Några av varningstecknen, samt feber, signalerar vanligen att en person har denguefeber i områden där sjukdomen är vanlig.
Varningstecken brukar dyka upp innan denguefebern blir svår. Tourniquet-testet är användbart när inget laboratorietest kan göras. För att göra tourniquet-testet fäster sjukvårdspersonalen en blodtrycksmanschett runt personens arm i 5 minuter. Sjukvårdspersonalen räknar sedan alla små röda prickar på huden. Ett högre antal prickar innebär att det är mer sannolikt att personen har denguefeber.
Det kan vara svårt att skilja mellan denguefeber och chikungunya. Chikungunya är en liknande virusinfektion som har många likartade symptom som denguefeber, och som inträffar i samma delar av världen. Dengue kan också ha vissa symptom gemensamt med andra sjukdomar, som malaria, leptospiros, tyfoidfeber och meningokocksjukdom. Ofta gör sjukvårdspersonalen tester för att vara säker på att personen faktiskt inte har en av dessa sjukdomar innan diagnosen denguefeber ges.
När en person har denguefeber, är den tidigaste förändring som kan ses i laboratorietester ett lågt antal vita blodkroppar. Ett lågt antal blodplättar och metabolisk acidos är också tecken på dengue. Om personen har svår dengue, kommer det också finnas andra förändringar som syns om blodet studeras. Svår dengue orsakar vätskeläckage från blodomloppet. Detta orsakar hemokoncentration (där det är mindre plasma – vätskan i blodet - och fler röda blodkroppar i blodet). Det orsakar också låga nivåer av albumin i blodet.
Allvarlig denguefeber orsakar ibland stora pleurautgjutningar (vätskeansamling i lungsäcken) eller ascites (vätskeansamling i buken). Om dessa är tillräckligt stora kan sjukvårdspersonal lägga märke till dem vid undersökning av personen. Sjukvårdspersonal kan diagnostisera denguechocksyndrom tidigt om medicinskt ultraljud används för att hitta vätska i kroppen. I många områden där denguefeber är vanligt, har dock flertalet av sjukvårdspersonalen och klinikerna inte ultraljudsapparater.

### Klassificering
Världshälsoorganisationen delar (2009) in denguefeber i två typer: okomplicerad och svår. Denna indelning ersätter 1997 års klassificering, som hade befunnits vara för restriktiv och inte omfattade alla yttringar av denguefeber, även om den äldre klassificeringen fortfarande är vanligt förekommande. 
Till svår denguefeber räknas den som uppvisar allvarliga blödningar, allvarliga nedsättningar av kroppsfunktioner eller allvarligt läckage av blodplasma, medan alla andra fall räknas som okomplicerade. 1997 års klassificering delade in denguefeber i odifferentierad feber, denguefeber och hemorragisk denguefeber. Hemorragisk denguefeber delades ytterligare in i fyra grupper I–IV. Grad I uppvisar endast lätta blåmärken eller ett positivt tourniquet test ibland i kombination med feber, grad II uppvisar spontana blödningar i huden och andra delar av kroppen, grad III uppvisar kliniska tecken på chock, och grad IV uppvisar så allvarlig chock att blodtryck och puls inte kan bestämmas. Grad III och IV kallas "denguechocksyndrom".

### Laboratorietester
Denguefeber kan diagnostiseras genom mikrobiologiska laboratorietester.  Några olika tester kan göras. Med ett test (virusisolering) isoleras (eller man separerar ut) denguevirus i cellodlingar (eller cellprov). Med ett annat test letar man efter nukleinsyror (nukleinsyradetektion) från viruset, genom att använda en teknik som kallas polymeraskedjereaktion (PCR). Med ett tredje test (antigendetektion) letar man efter antigen från viruset. Med ett annat test söker man i blodet efter antikroppar som kroppen tillverkar för att bekämpa dengueviruset.  Virusisoleringstesterna och nukleinsyradetektionstesterna fungerar bättre än antigendetektion. Men dessa tester kostar mer, så de är inte tillgängliga på många ställen.  Vid ett tidigt stadium av dengue, kan alla dessa tester vara negativa (vilket innebär att de inte visar att personen har sjukdomen). 
Med undantag för antikroppstest, kan dessa laboratorietester bara bidra till att diagnostisera denguefeber under det akuta (första) stadiet av sjukdomen. Däremot kan antikroppstest bekräfta att en person har denguefeber i senare stadier av infektionen. Kroppen bildar antikroppar som specifikt bekämpar dengueviruset efter 5 till 7 dagar.

## Förebyggande åtgärder
För att förhindra infektion, föreslår Världshälsoorganisationen (WHO) att kontroll av myggpopulationerna och att människor skyddas från myggbett.  
WHO föreslår ett program för att förhindra denguefeber (som kallas "Integrated Vector Control"-programmet) som innehåller fem olika delar: 
- Information, social mobilisering och lagstiftning (lagar) bör användas för att stärka samhällen och offentlig sjukvård.
- Alla delar av samhället ska arbeta tillsammans. Detta innefattar den offentliga sektorn (som regeringen), den privata sektorn (som företag), och vård-sektorn.
- Alla sätt att kontrollera sjukdomen bör integreras (eller föras samman), så att de resurser som finns tillgängliga kan få största möjliga effekt.
- Beslut bör fattas baserat på evidens så att insatser får bästa resultat.
- Områden där denguefeber är ett problem bör få hjälp, så att de kan bygga upp sin förmåga att hantera sjukdomen på egen hand.[16]

Den bästa metoden för att begränsa myggbeståndet är att angripa dess livsmiljöer. Fria vattenytor bör undvikas eller om så inte är möjligt behandlas med insektsmedel eller biologiska bekämpningsmedel. Forskarna tror inte att besprutning med organofosfat eller pyretroidinsekticider hjälper. Bästa metoden att angripa myggorna är att genom miljöinsatser förhindra öppna vattensamlingar med stillastående vatten, eftersom det lockar stickmyggor, och också eftersom bekämpningsmedel kan ge oönskade hälsoeffekter. För att förhindra myggbett, kan man bära kläder som helt täcker huden. Man kan använda myggmedel, vilket hjälper till att hålla stickmyggen borta. (DEET fungerar bäst.) Människor kan också använda myggnät när de vilar.  Men dessa åtgärder tycks inte vara tillräckligt effektiva, eftersom utbrottsfrekvensen verkar öka i några områden, antagligen på grund av att urbanisationen har ökat habitatet för A. aegypti. Utbredningen av sjukdomen tycks öka, möjligtvis på grund av klimatförändringen.
Det finns vaccin mot denguefeber.

## Medicinsk behandling
Det finns ingen särskild behandling för denguefeber. Olika människor behöver olika behandlingar beroende på vilka symptom de har. En del människor tillfrisknar bara genom att dricka vätska hemma och med hjälp av sjukvårdspersonal som noggrant följer upp för att säkerställa att de är på bättringsvägen. Andra människor behöver vätska intravenöst.Vårdpersonal kan fatta beslut om att personen ifråga behöver läggas in på sjukhus om man ser allvarliga varningstecken, speciellt om personen redan har en kronisk sjukdom.
När en infekterad person behöver vätska intravenöst, brukar han/hon oftast bara behöva det i en dag eller två. Vårdpersonal ökar den givna vätskemängden så att personen avger en viss mängd urin (0.5–1 ml/kg/h). Vätskemängden ökas tills personens hematokrit (mängden järn i blodet) och deras vitala tecken är normala. På grund av blödningsrisken bör sjukvårdspersonal undvika invasiva medicinska ingrepp såsom nasogastrisk intubation (en sond förs genom personens näsa ner till magen), intramuskulära injektioner (medicinen ges med spruta in i en muskel) och arteriell punktion (injektionsnål sätts i en artär). Paracetamol kan ges mot feber och smärta. Antiinflammatoriska läkemedel av typ NSAID (som ibuprofen och magnecyl) bör inte användas eftersom de ökar blödningsbenägenheten. Blodtransfusioner bör sättas igång tidigt om en persons vitala tecken förändras eller är onormala och om mängden röda blodkroppar i blodet minskar. När en transfusion behövs, bör personen få antingen helblod (blod som inte separerats i olika delar) eller packade röda blodkroppar (förpackad blod som enbart består av röda blodkroppar). Blodplättar (separeras från helblod) och färsk, fryst plasma rekommenderas normalt inte.
En person som håller på att tillfriskna från dengue brukar normalt inte få mer vätska intravenöst för att undvika övervätskning. Vid övervätskning då personens livstecken är stabila (oförändrade), kan det räcka med att bara sluta ge mer vätska. Personer som inte längre är kritiskt sjuka kan få loop-diuretika som furosemid (Lasix). Detta kan göra det lättare att få överskottsvätska från personens blodomlopp.

## Prognos
Flertalet personer med dengue tillfrisknar och har inga problem efteråt. Utan behandling dör 1–5 % (1–5 av 100) av alla människor med denna infektion. Med bra behandling dör färre än 1 %. Dock dör 26 % (26 av 100) av de som har allvarlig dengue.
Dengue är vanligt i över 110 länder. Varje år blir 50 till 100 miljoner människor över hela världen infekterade. Det förorsakar också en halv miljon sjukhusinläggningar och ungefär 12 500 till 25 000 dödsfall världen över varje år.
Dengue är den vanligaste virussjukdomen som sprids av leddjur. Statistiskt uppskattar dengue minska livslängden med 1 600 år hos en grupp på 1 miljon individer. Detta ger upphov till ungefär samma sjukdomsbörda som andra barnsjukdomar och tropiska sjukdomar, t.ex. tuberkulos. Världshälsoorganisationen (WHO) räknar också dengue som en av 16 försummade tropiska sjukdomar, vilket innebär att dengue inte tas tillräckligt på allvar.
Dengue börjar bli mycket vanligare världen över. År 2010 var dengue 30 gånger vanligare än det var år 1960. Ett flertal orsaker tros ligga bakom ökningen av dengue. Fler människor bor i städer. Världsbefolkningen (antalet människor i världen) ökar. Fler människor reser internationellt. Global uppvärmning tros också bidra till ökningen av dengue.
De flesta fallen av dengue finns runt ekvatorn. 2,5 miljarder människor lever i områden där det finns dengue. 70 % av dessa människor bor i Asien och stillahavsregionen. I USA blir 2,9 % till 8 % av de människor som har feber och rest runt i områden med dengue blivit infekterade under resan. I denna grupp människor är dengue, näst efter malaria, den vanligaste infektionen som diagnostiseras.

## Historia
Första kända omskrivningen av dengue förekommer i en kinesisk medicinsk uppslagsbok från Jindynastin (265–420 e.Kr) där en person som troligen hade dengue är beskriven. I boken beskrivs en ”vattenförgiftning” som förknippas med flygande insekter.Det finns också anteckningar från 1600-talet som kan ha beskrivit epidemier av dengue. De pålitligaste, tidiga rapporterna av dengueepidemier skrevs 1779 och 1780. Rapporterna beskriver en epidemi som svepte genom Asien, Afrika och Nordamerika. Efter dessa utbrott och fram till 1940 var epidemier ovanliga.
År 1906 visade forskare att människor blev infekterade genom stickmyggorna av släktet Aedes. År 1907 visade forskare att dengue orsakas av virus, vilket gjorde det till den andra bevisade virusorsakade sjukdomen efter gula febern.Vidare forskning av John Burton Cleland och Joseph Franklin Siler klargjorde även grundorsakerna till virusets spridning.
Dengue började spridas mycket snabbare under och efter andra världskriget. Detta tros ha skett eftersom kriget förändrade miljön på många sätt. Olika typer av dengue spreds också till nya områden. För första gången började människor få hemorragisk feber av dengue. Denna allvarliga form av dengue beskrevs först på Filippinerna år 1953. På 1970-talet hade hemorragisk denguefeber blivit en betydande dödsorsak hos barn. Fall började också påträffas i stillahavsregionen och de amerikanska kontinenterna. Hemorragisk denguefeber och denguechocksyndrom rapporterades först i Central- och Sydamerika år 1981. Sjukvårdspersonal upptäckte under denna tid att människor som redan bar på typ 1 denguevirus fick typ 2 denguevirus några år senare.

### Etymologi
Ursprunget till ordet "dengue" är oklart. En del tror att det kommer från swahili och frasen Ka-dinga pepo. Denna fras beskriver att sjukdomen orsakas av ond ande. Ordet dinga på swahili tros komma från spanska och ordet dengue. Detta ord betyder ”försiktig”. Ordet kan ha använts för att beskriva en person som lider av den skelettvärk som orsakas av denguefeber, eftersom värken får personen att gå försiktigt. Det är emellertid också möjligt att det spanska ordet kommer från det swahiliska ordet och inte tvärtom.
Andra tror att ordet ”dengue” kommer från Västindien. I Västindien sa man att slavar med dengue stod och gick som ”en dandy”. Därför kallades också sjukdomen ”dandy fever” (dandyfeber).
Namnet ”breakbone fever” (”benbrytarfeber”) användes först av Benjamin Rush, en amerikansk läkare och en av USA:s grundlagsfäder. År 1789, använde Rush namnet ”breakbone fever” i en rapport om dengueutbrottet i Philadelphia 1780. I rapporten använder Rush oftast det formella namnet ”bilious remitting fever” (”återkommande gallfeber”). Termen ”denguefeber” blev inte vanlig förrän efter 1828. Innan dess använde olika människor olika namn på sjukdomen. Till exempel kallades också dengue ”breakheart fever” (”hjärtekrossarfeber”) och "la dengue." Andra namn användes också för allvarlig dengue, till exempel ”infectious thrombocytopenic purpura” (”smittsam trombocytopenisk purpura”), ”Philippine”, ”Thai” och ”Singapore hemorrhagic fever”

## Forskning
Forskning på dengue utförs bland annat på olika sätt att minska myggstammarna  utveckla vaccin och antivirala läkemedel.
En rad olika metoder har framgångsrikt tillämpats för att bekämpa stickmyggen. Bland annat kan fiskarten guppy (Poecilia reticulata) eller hoppkräftor planteras ut i stillstående vatten eftersom de livnär sig på att äta stickmyggornas larver. En annan metod som prövas både i Australien och i Vietnam är att infektera myggorna med en bakterie Wolbachia som gör att dengueviruset inte växer och därigenom inte kan sprida sig lika effektivt. Om myggor parar sig där endast hanen har Wolbachia gör det att honans ägg inte kläcks, vilket gör att bakterien snabbt sprider sig i myggpopulationen och stannar där. 
Medicinska forskare arbetar kontinuerligt med att framställa ett vaccin för att skydda människor mot alla fyra typer av dengue. En del forskare är dock oroliga att vaccinet skulle kunna öka risken för att infektionsfrämjande antikroppar ("antibody-dependent enhancement", ADE) utvecklas och att därmed sjukdomen blir mer motståndskraftig. Det bästa möjliga vaccinet bör ha sex olika egenskaper. För det första bör det vara säkert. För det andra, bör det fungera efter en eller två sprutor. För det tredje bör det skydda mot alla typer av denguevirus. För det fjärde bör det inte orsaka ADE. För det femte bör det vara enkelt att transportera och förvara. För det sjätte, bör det vara billigt och kostnadseffektivt. År 2009 hade några vacciner redan testats. Forskarna hoppas att det första vaccinet (eller vaccinerna) kommer att vara kommersiellt tillgängliga år 2015.
Forskare arbetar också med att skapa antivirala läkemedel för att behandla attacker och förebygga allvarliga komplikationer som kan uppstå vid denguefeber. De arbetar också med att kartlägga virusproteinernas struktur. Detta kan hjälpa dem att skapa läkemedel som fungerar väl mot dengue.